# جوب سكوت
جوب سكوت (بالإنجليزية: Job Scott)‏ هو عالم عقيدة أمريكي، ولد في 18 أكتوبر 1751 في بروفيدنس في الولايات المتحدة، وتوفي في 22 نوفمبر 1793.